# Lina Gennari
Lina Gennari, all'anagrafe Carolina Gennari (Bologna, 22 marzo 1911 – Roma, 11 ottobre 1997), è stata una cantante e attrice italiana.

## Biografia
Bolognese di nascita, dotata di una bella voce, ottima ballerina e di un vistoso aspetto fisico, ben presto entrò nel mondo dei palcoscenici, come una delle più applaudite soubrette dell'epoca. Lavorò nella Compagnia Schwarz per alcuni anni, diventando primadonna, poi entrò nella Vanni-Romigioli e successivamente lavorò con Nuto Navarrini, mentre durante la guerra fu accanto a Virgilio Riento, con il quale girerà gran parte dei teatri del centro-sud. Finì la sua carriera come attrice cinematografica nel film Il segno di Venere, diretta da Dino Risi. Nel 1975 partecipò con Gino Bramieri allo spettacolo musicale Felicibumta, per la regia di Gino Landi.

## Filmografia
- Treno popolare, regia di Raffaello Matarazzo (1933)
- Napoli verde-blu, regia di Armando Fizzarotti (1936)
- Sono stato io!, regia di Raffaello Matarazzo (1937)
- In cerca di felicità, regia di Giacomo Gentilomo (1944)
- Eugenia Grandet, regia di Mario Soldati (1946)
- Umberto D., regia di Vittorio De Sica (1952)
- Il padrone sono me, regia di Franco Brusati (1955)
- Il segno di Venere, regia di Dino Risi (1955)